# خيسوس خيمينيز (لاعب كرة قدم)
خيسوس خيمينيز (بالإسبانية: Jesús Jiménez)‏ هو لاعب كرة قدم إسباني، ولد في 5 نوفمبر 1993 في ليغانيس في إسبانيا. لعب مع غورنيك زابجه.

## وصلات خارجية
- خيسوس خيمينيز على موقع الدوري الأمريكي (الإنجليزية)
- خيسوس خيمينيز على موقع قاعدة بيانات كرة القدم.إي يو (الإنجليزية)
- خيسوس خيمينيز على موقع Soccerway.com (الإنجليزية)
- خيسوس خيمينيز على موقع عالم كرة القدم.نت (الإنجليزية)